# Старокостянтинів

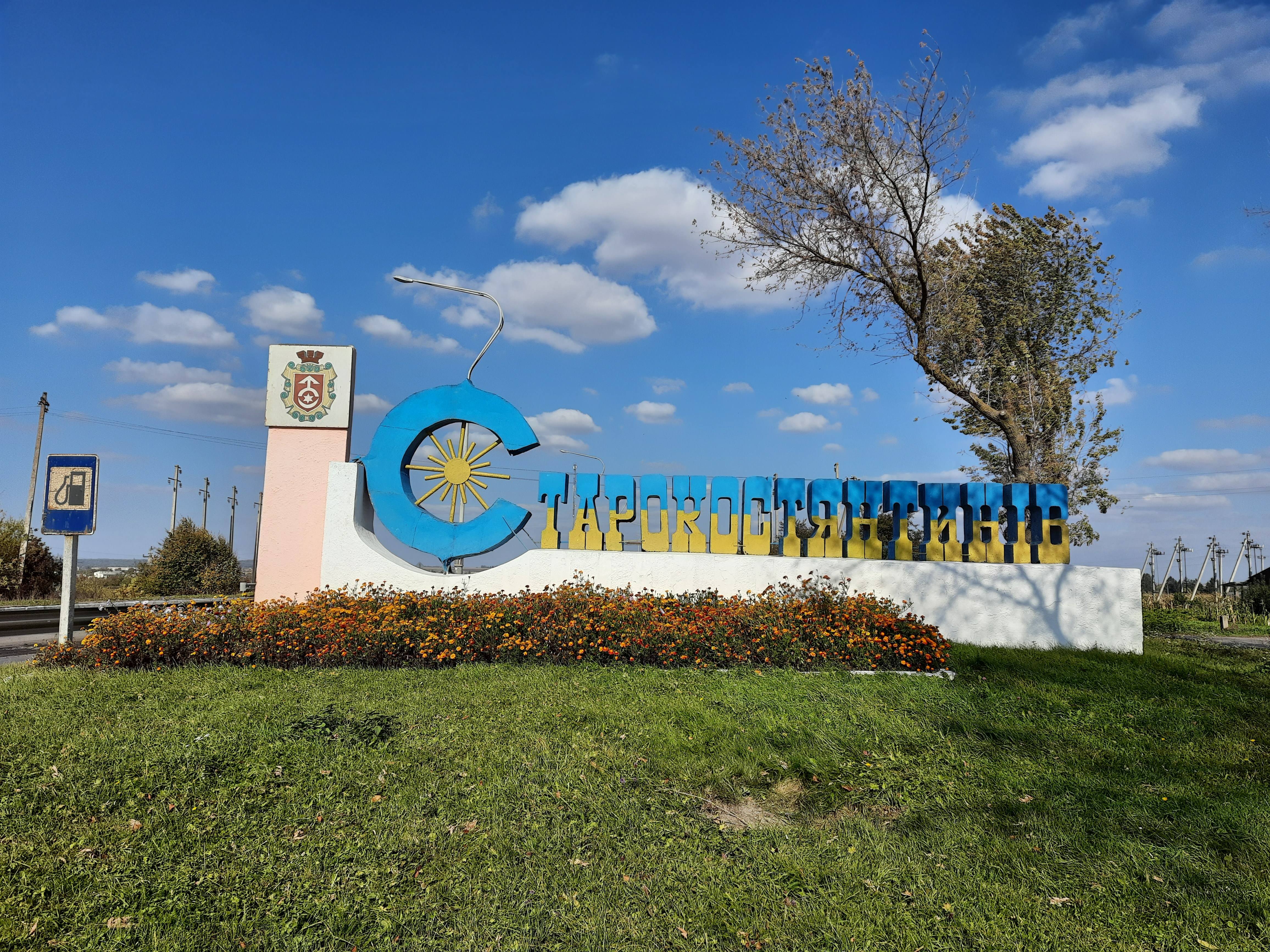
Знак при в'їзді в місто

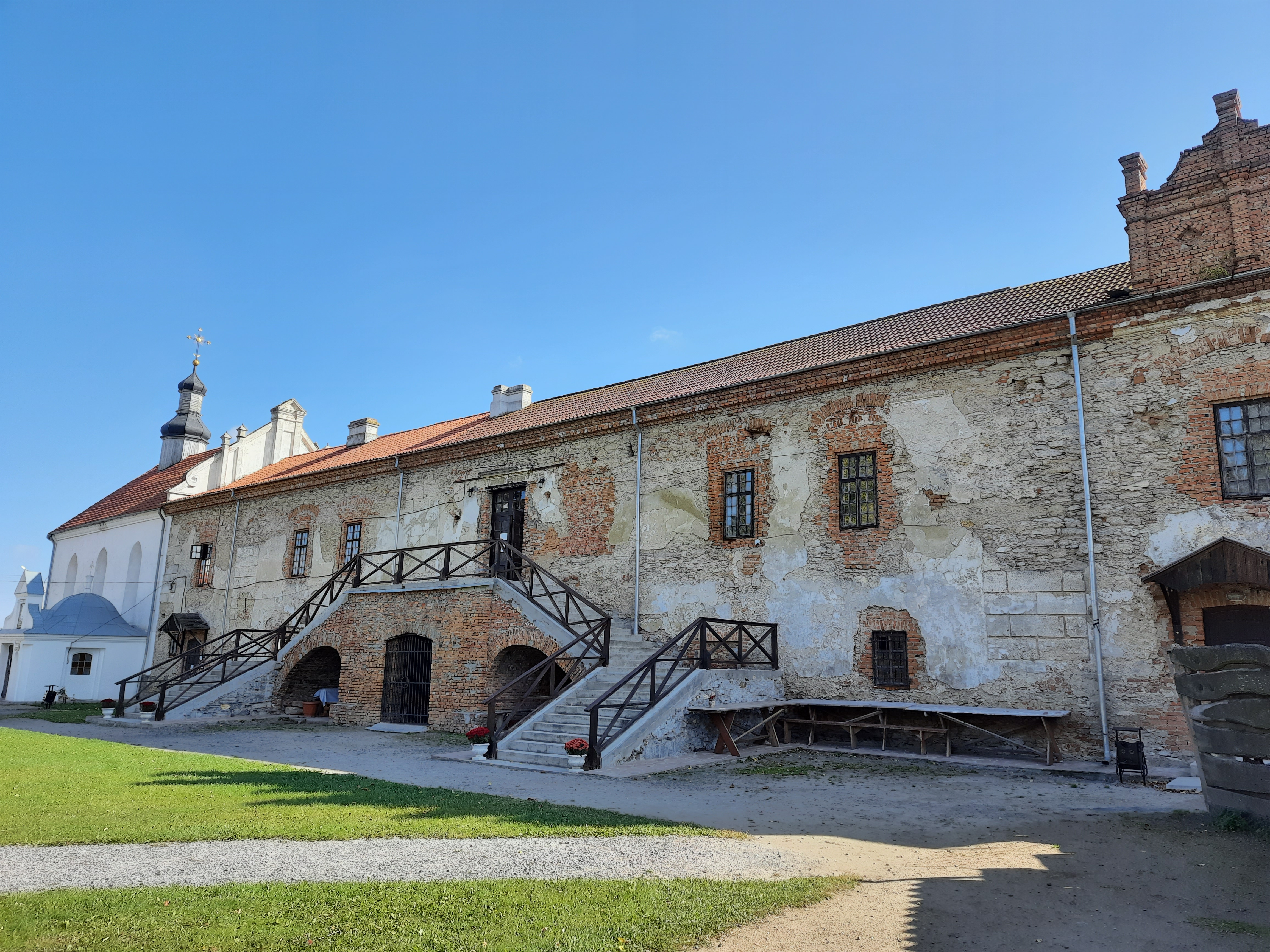
Палац

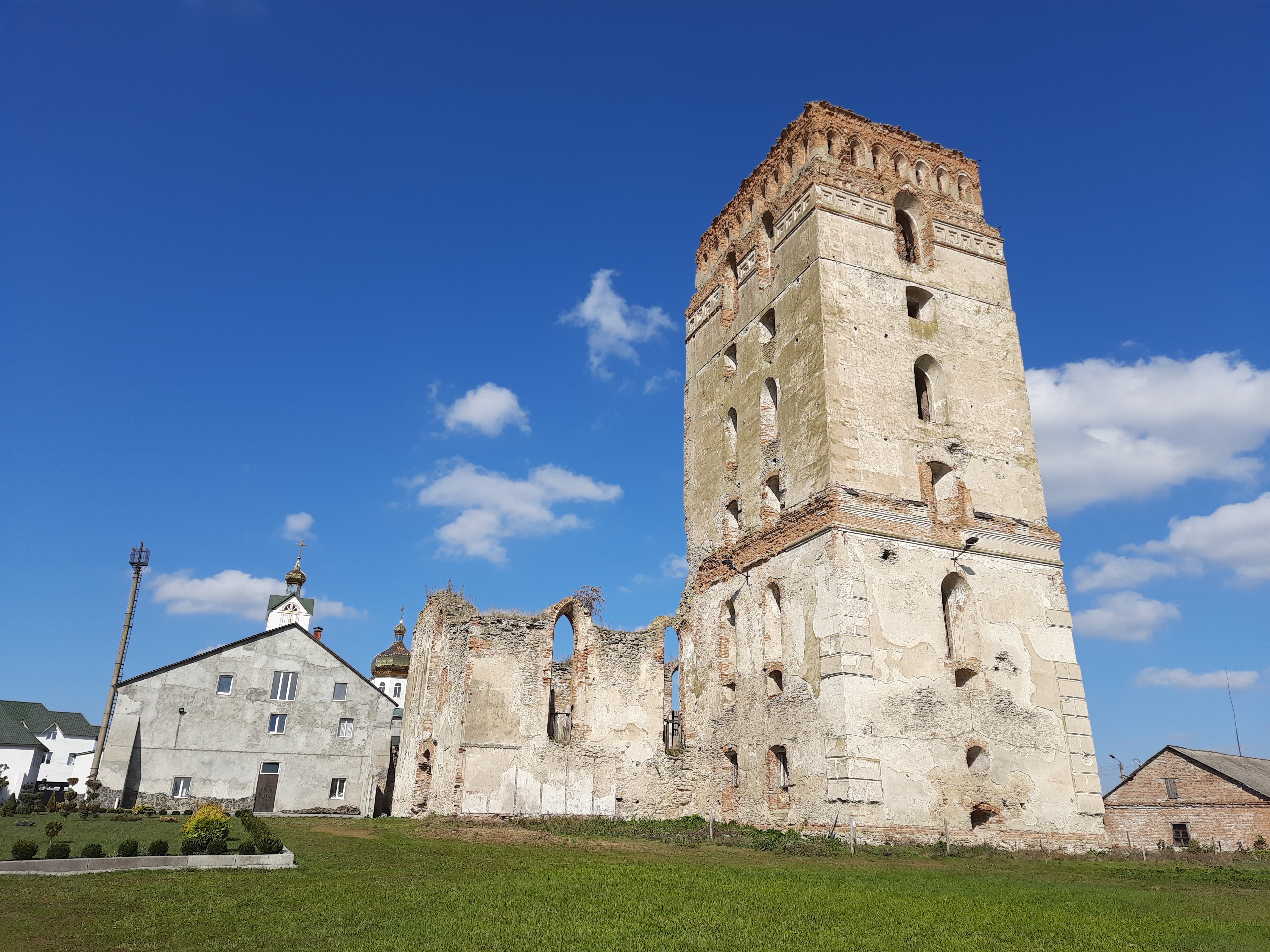
Оборонна башта

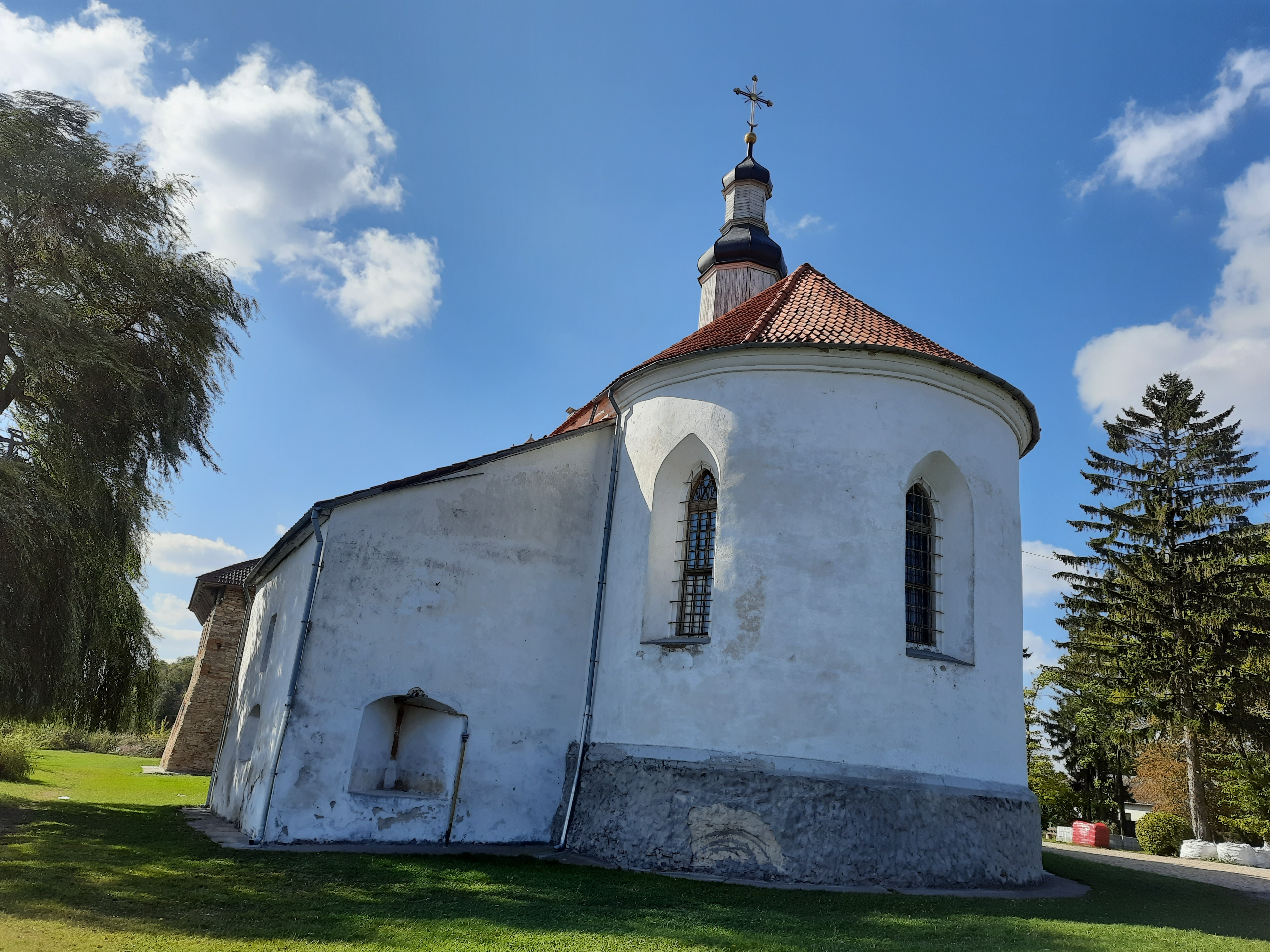
Замкова церква

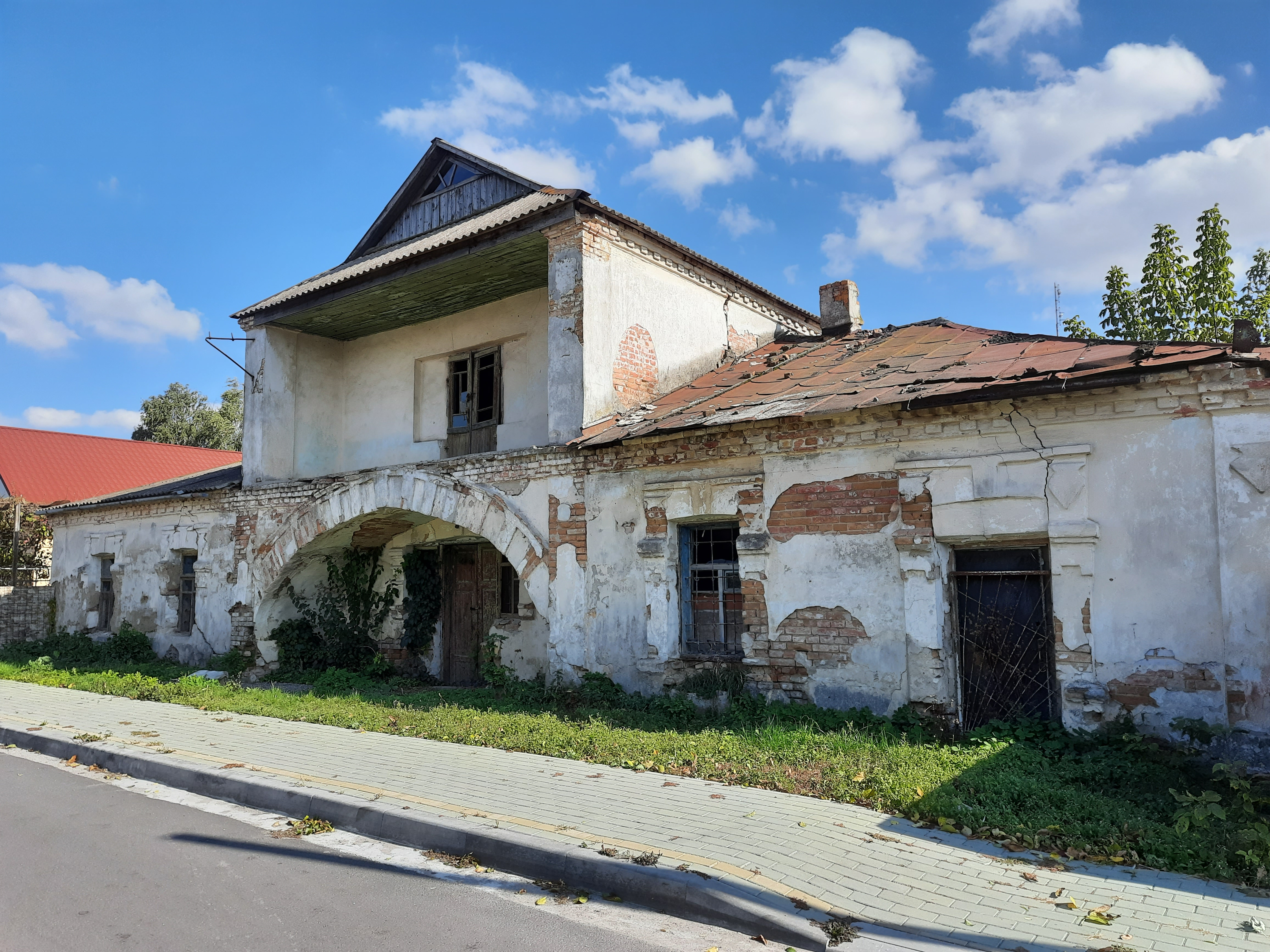
Постоялий двір

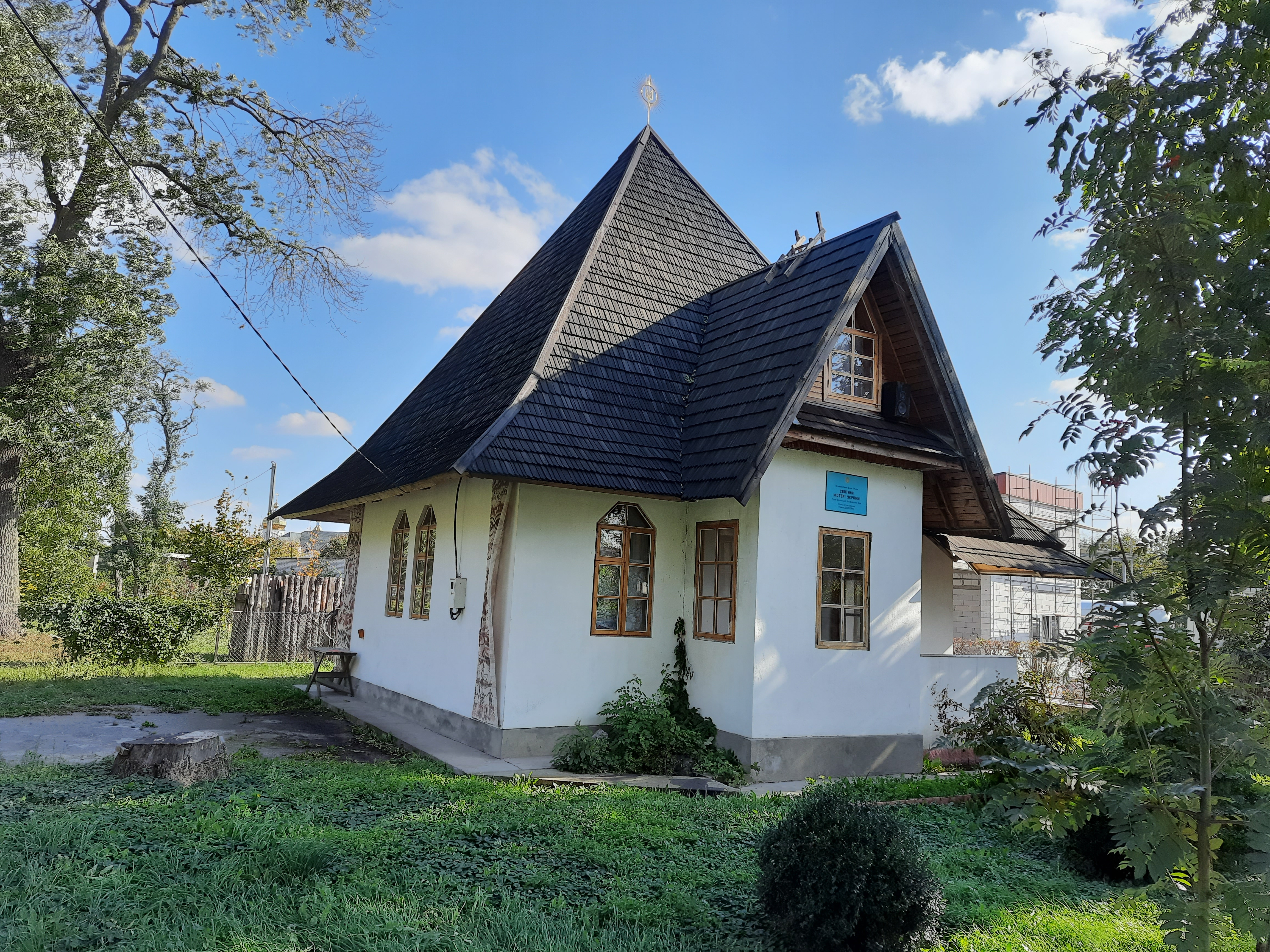
Святиня Матері України - храм Рідної Української Національної Віри. Старокостянтинів

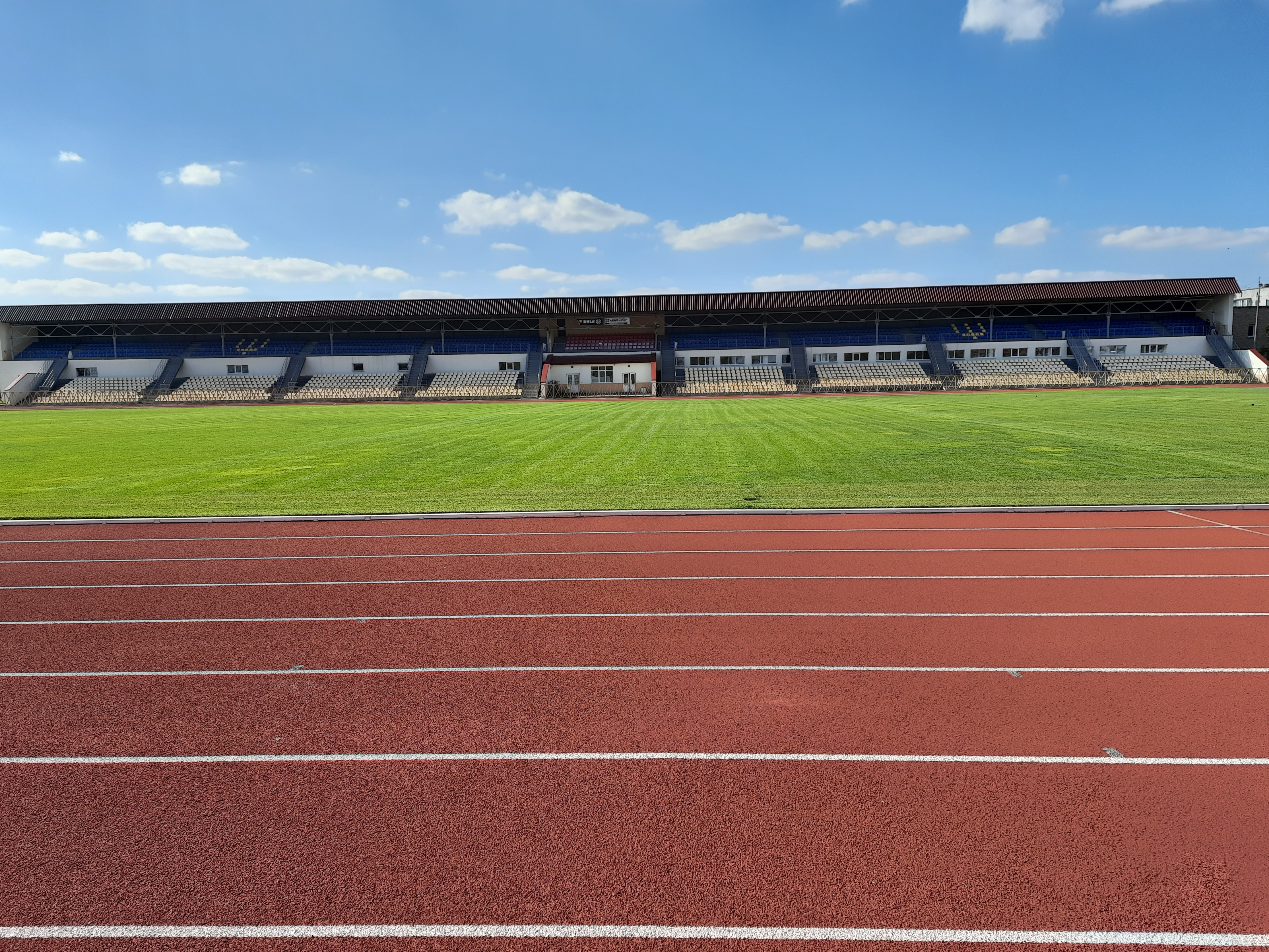
Cтадіон "Центральний"

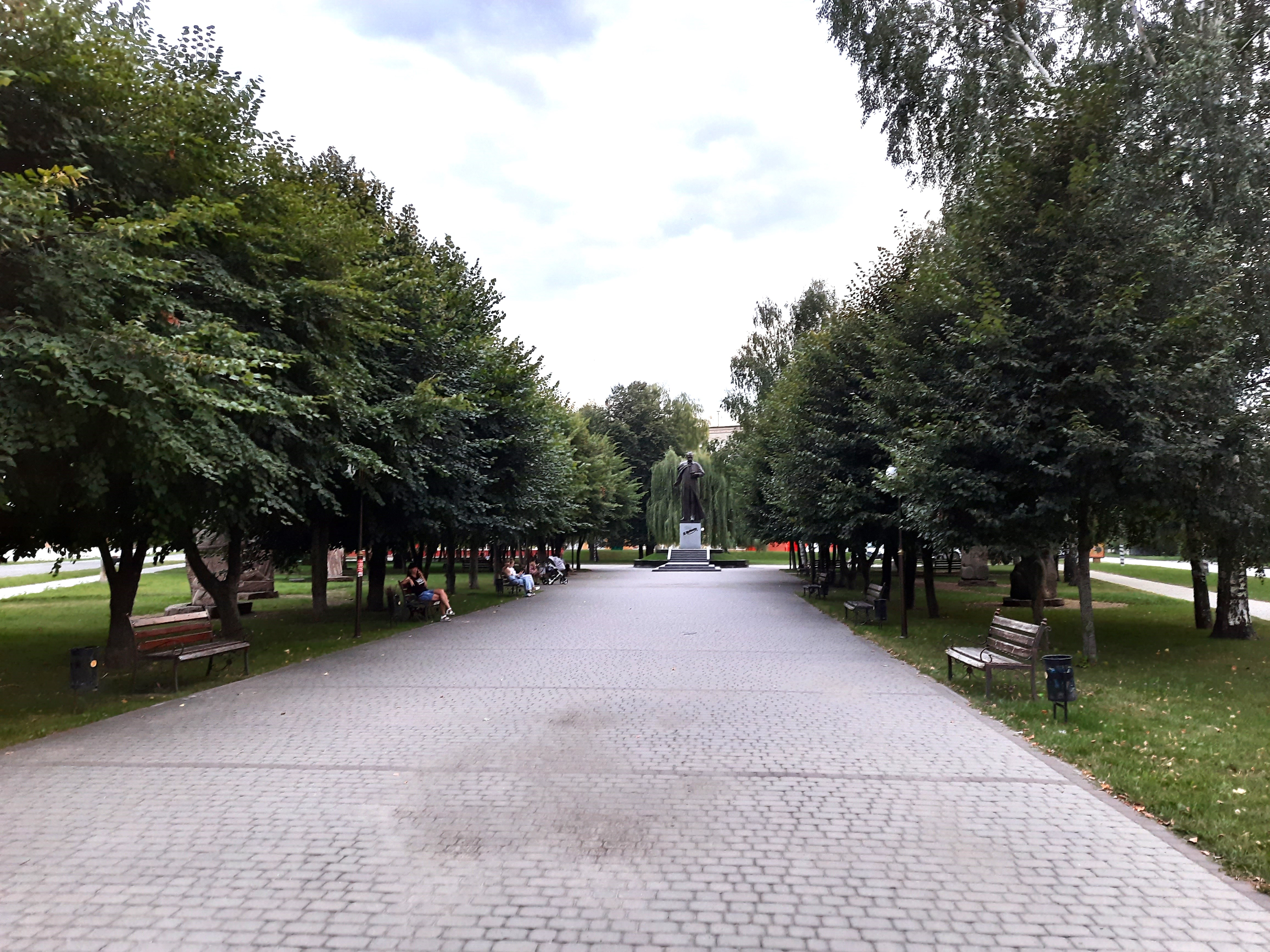
Парк ім. Т. Шевченка

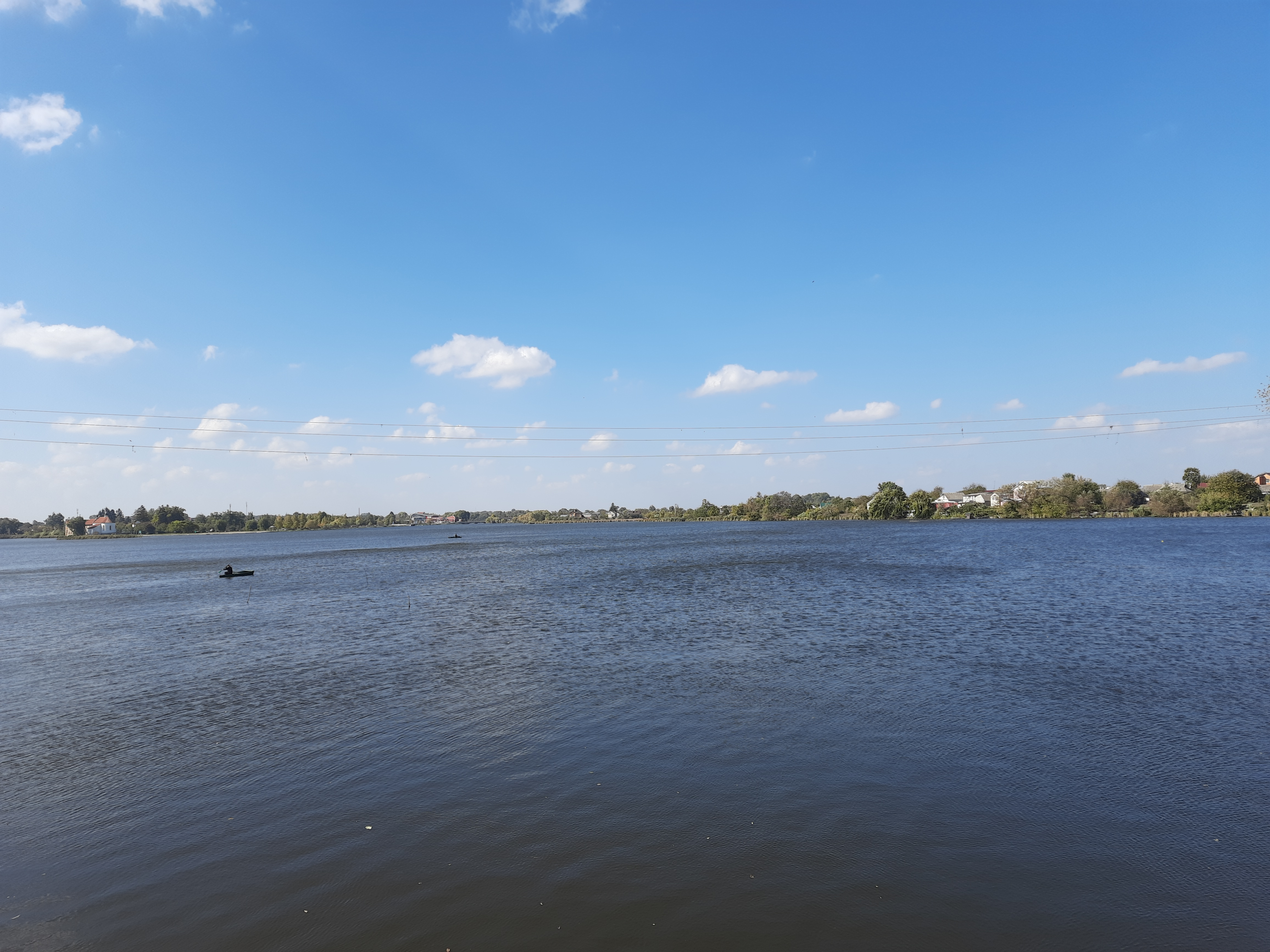
Став на річці Случ

Старокостянти́нів — місто в Хмельницькому районі Хмельницької області України, центр територіальної громади.
Населення близько 30 тисяч мешканців (2025).

## Географія
Місто розміщене на річці Случ, за 48 км від Хмельницького. Вузол залізничних (Старокостянтинів-І та Старокостянтинів-ІІ) і автомобільних шляхів.
Територія міста належить до Случ-Горинського фізико-географічного району. Рельєф — хвилястий, який переходить у рівнинний у долинах річок.
Клімат у Старокостянтинові — помірно континентальний. На околиці міста розташований Старокостянтинівський заказник.

## Археологічні дані
Археологічні розкопки у Старокостянтинові виявили, що місто на 350 років старше, ніж вважалося. Ініціатором даних досліджень став археолог, кандидат історичних наук, доцент Журко О. І. Місто Старокостянтинів — дійсно старе місто, до того ж має унікальну історію, розкішну старовинну архітектуру та лежить в дуже гарній місцевості — біля злиття двох рік, Случі та Ікопоті. Місто має зручне транспортне розміщення — на автошляху Чернівці-Житомир.
Чимало часу вважалося, що місто заснував князь Костянтин Василь Острозький у 1561 році. Однак виявилося, що Старокостянтинів є літописним містом Кобудом, історія якого налічує 800 років. Про це свідчить «Історична довідка про заснування міста Старокостянтинова Хмельницької області», видана інститутом археології Національної Академії Наук України після аналізу історичних джерел та проведення археологічних розкопок. Під час розкопок на території замку та Домініканського монастиря були знайдені залишки фортифікаційних споруд, кераміки та поховання, які відносяться до ХІІ-XV століття та аналогічні до артефактів, знайдених при розкопках літописного Губина та інших міст Болохівської землі (згадується у «Літописі Руському» в 1150 році, розташовувалася у Послуччі і Південному Побужжі).
З цього приводу в березні 2006 року було скликано наукову конференцію, на якій заслухано низку доказів того, що місто, залишки якого розкопала група шукачів на чолі з археологом Виногородською Л. І., ідентичне болохівським містам і це — Кобуд, про що говорить нам і літопис. Після цього конференція прийняла важливе наукове рішення про те, що міста Кобуд і Старокостянтинів територіально і хронологічно зв'язані. Наступним кроком конференції було вироблення пропозицій органам місцевої і державної влади про відзначення 800-ліття Кобуда в 2009 році.

## Герб міста
Історичним гербом міста є герб родини Острозьких — Баклай. Сучасний варіант герба затверджений 28 лютого 2000 року. Автор — Олександр Пажимський.

## Історія
Місто належало до земель Болохівських князів, знаходилось на Чорному шляху.
Старокостянтинів заснований у 1525 році як село Колищенці (Колищенець), поселення вперше згадано в указі польського короля кременецькому старості від 5 березня 1505 року, щоб той «допустив Івана Лабунського до володіння селами Грибенинка, Сахнівці (зараз села в Хмельницькому районі) і Колищенці».

### У складі Речі Посполитої
5 січня 1561 року нащадки Лабунського продали Колищенці князеві Костянтину-Василю Острозькому. За три місяці Острозький отримав від польського короля привілеї на право заснування міста, ярмарку та магдебурзького права для цього міста. У місті оселилися перші євреї. Спочатку називався містом Констянтинів, після заснування міста Новокостянтинова (нині село Летичівського району Хмельницької області) в 1632 році був перейменований на Старокостянтинів.

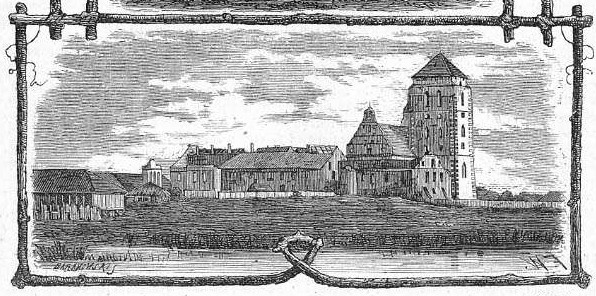
Домініканський монастир.
Гравюра 1873 року.

У другій половині XVI століття за князя Острозького тут було збудовано 5 церков: 2 кам'яні, 3 дерев'яні. У XVII столітті — ще 2 дерев'яні.
- Свято-Троїцька (замкова, кам'яна)
- Соборна, Успіння Пресвятої Богородиці (кам'яна) (була до 1590)
- Св. Юрія (на передмісті, дерев'яна) 16 ст.
- Воскресіння (дерев'яна), була в центрі, біля міської ратуші. XVI ст.
- Спаська (дерев'яна) XVI ст.
- Чесного хреста (на передмісті, дерев'яна) 1640 була на «Стариках»

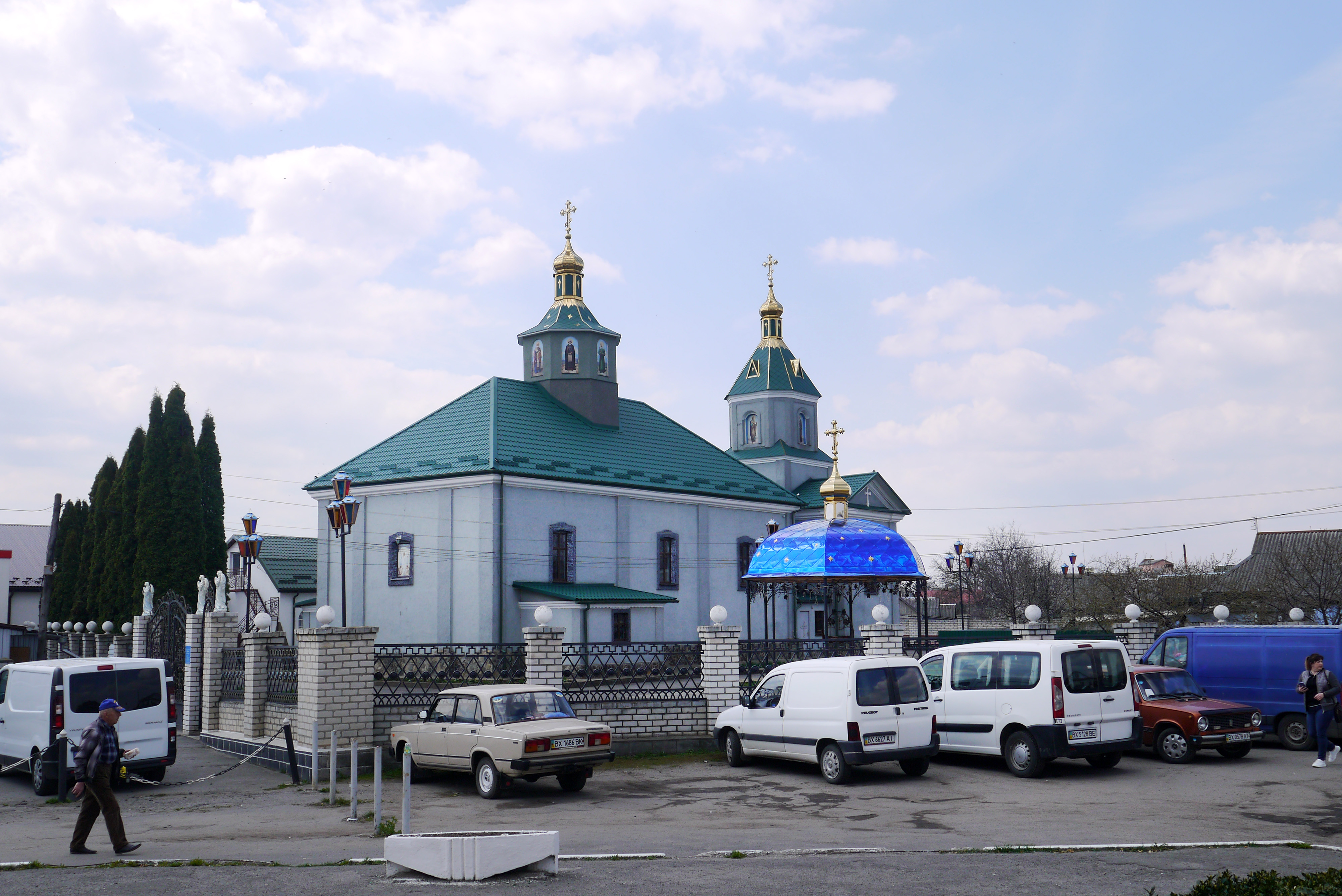
Церква Різдва Пресвятої Богородиці

- Різдва Пресвятої Богородиці (на передмісті, дерев'яна) (до 1687), 1807 збудовано нову кам'яну.
- Домініканський костел з кляштором, фундований 1613 р. князем Яном Острозьким.

У Старокостянтинові знаходились перева́лкові склади товарів, які привозили сюди з Литви на Поділля та йшли на Туреччину, Волощину і навпаки.
1593 року під містом були розбиті війська повстанців під проводом Криштофа Косинського.
У 1595 і 1596 роках через місто проходили війська під проводом Северина Наливайка.
Слідом за Острозькою у 1599 році в Старокостянтинові була заснована академія.
1617 року старокостянтинівський антитринітарський збір нараховував понад 100 осіб. Головував над ними Шмальц, а заснований був стараннями князя Василя Костянтина Острозького.
У 1620 році місто перейшло у володіння князів Заславських, а в 1682 році — до князів Любомирських.
У 1648 році під Старокостянтиновом, біля села Пилявці, відбулася битва козацької армії Богдана Хмельницького та армії під проводом Яреми (Ієремії) Вишневецького та Домініка Заславського, в якій українські війська здобули блискучу перемогу.

### Українська держава Богдана Хмельницького
Старокостянтинів був сотенним містом Волинського полку Української держави Богдана Хмельницького.

### Знов у складі Речі Посполитої

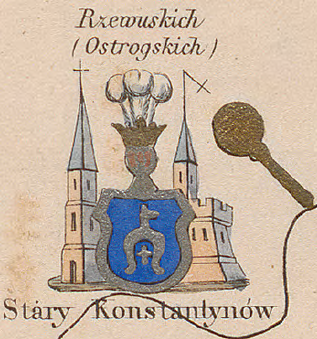
Старокостянтинів на мапі Зигмунда Герстмана

14 листопада 1787 року по дорозі з Канева в місті перебував король Речі Посполитої Станіслав ІІ Август (Понятовський).
1794 року Старокостянтинів перейшов до гетьмана польного коронного Северина Жевуського через його шлюб з Констанцією Любомирською.

### Старокостянтинівський замок

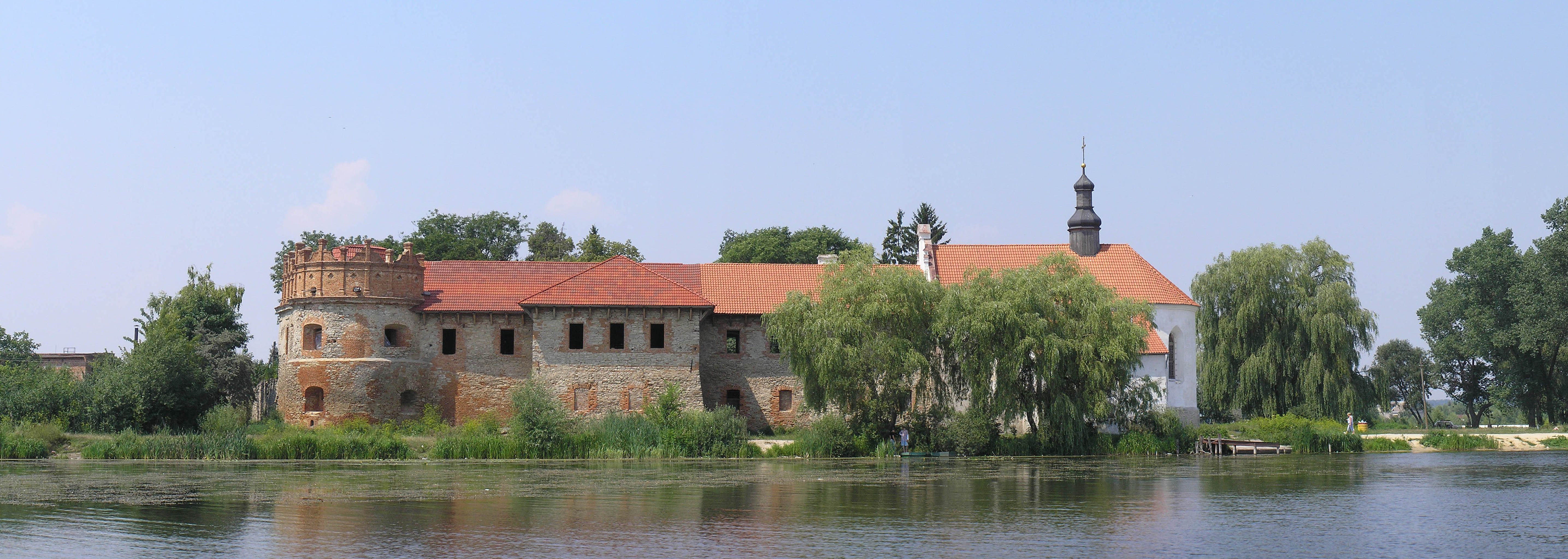
Замок князів Острозьких у Старокостянтинові

У 1571 році побудований замок та укріплення навколо міста. Навколо міста був насипаний земляний вал, укріплений колодами, зведені кам'яні вежі. Виходами із міста були троє воріт: Старицькі  — на річці Ікопоть в бік Острополя, Меджибожські  — на річці Случ в бік Меджибожа, Львівські — в західному напрямку. Перед валом був викопаний рів, який поєднував між собою річки. На вершині трикутника, у місці злиття річок, був побудований кам'яний замок, який служив укріпленням у випадку взяття ворогом першого ряду укріплень. У західній частині замку замість стіни знаходились господарські будівлі та церква, а також вежа. У центрі замку побудована дерев'яна сторожова вежа, з висоти якої було видно на відстань до 30 км від міста для виявлення ворогів що наближаються. Про надійність укріплень міста говорить те, що, починаючи з 1575 року, кримським татарам жодного разу не вдалося взяти його приступом, навіть у 1618 році, коли на Поділлі вторгалася тридцятитисячна татарська орда. У 1636 році в замку було сім великих гармат, двадцять чотири склади продуктів харчування, 320 рушниць, дві бочки куль, кам'яний бастіон для зберігання пороху.

### У складі Російської імперії
Місто ввійшло до складу Російської імперії в 1793 році.
1793–1804 — місто як центр однойменного повіту входило до складу Подільського намісництва.
1804 — місто з повітом ввійшло до складу Волинської губернії.
У 1827 в Старокостянтинові відбулося повстання євреїв проти закону, що зобов'язував деяких із них до 25-річної служби в царській армії.
У 1885 році промисловість була досить розвинена — 12 фабрик, на яких працювало 98 робітників. Найважливіші: 2 фабрики мила, 3 фабрики свічок, 3 олійні, 1 броварня, цегельня, фабрика поташу, шпиталь, 3 лікарні, 2 аптеки. Осель: всього — 1813, з них 97 — кам'яних, решта — дерев'яні. Всіх будинків — 2172 (286 мурованих). Населення: всього — 18.000 осіб, з них 318 шляхтичів, 36 духовних осіб, 13 217 купців, 1699 військових, 67 чужоземців. Храми в місті: 4 церкви і одна мурована каплиця, 1 костел і католицька мурована каплиця, 2 синагоги і 3 муровані молитовні будинки; були чоловіча та жіноча школи.

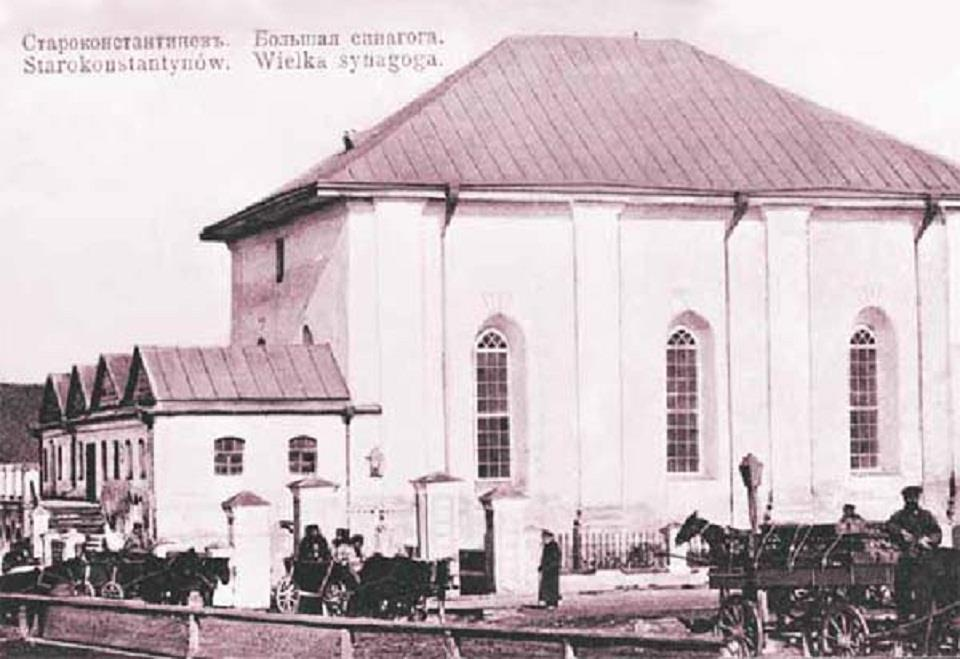
Велика синагога

1905 року місто мало близько 17000 жителів, з яких євреї становили приблизно 60 %. Жителі проводили значну торгівлю з Австрією та Прусією, а також з довколишніми містами і селами. Громада мала 2 синагоги, 5 молитовних будинків, школи для єврейських дітей, єврейські благодійні установи.

### Визвольні змагання українців,Українська Народна Республіка

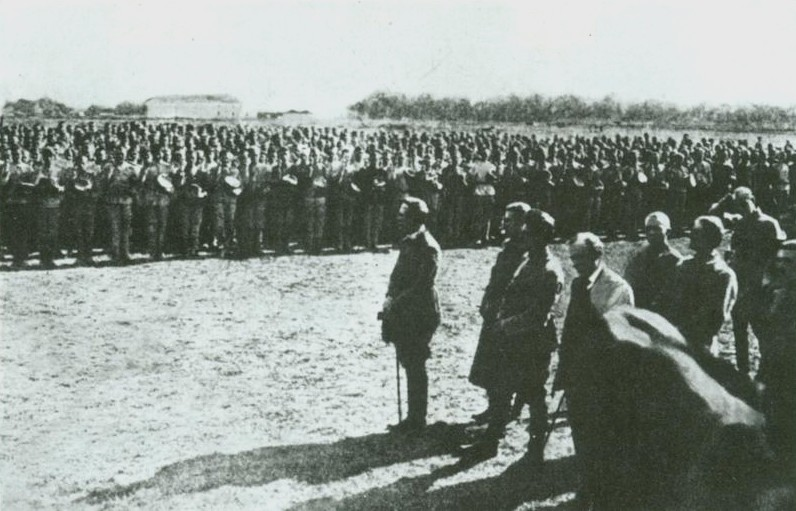
Головний отаман Симон Петлюра (у центрі) і полковник Євген Коновалець (праворуч за С. Петлюрою) приймають присягу у вишколі січових стрільців. Старокостянтинів, літо 1919 року.

4 серпня 1919 року Четверта Золочівська бригада УГА (командир — отаман УГА Богуслав Шашкевич, родич батька Маркіяна Шашкевича) взяла місто. 10 серпня 1919 року червоні козаки Миколи Щорса завдали сильного удару на ділянці Золочівської бригади УГА і примусили її відступити за Случ, захопивши Старокостянтинів.
28 листопада 1919 року під Старокостянтиновом Кінний полк Чорних запорожців Армії УНР, прикриваючи відступ українських військ, дав бій батальйону Сімферопольського офіцерського полку ЗСПР.

### Радянський період
Радянську владу остаточно встановлено в листопаді 1920 року, а 1923 року Старокостянтинів став районним центром. 1929 року Старокостянтинівський замок оголошено заповідником (цей статус скасовано 1954).
У період гітлерівської окупації (8 липня 1941 — 9 березня 1944) в місті утворене гетто (1943 року тут відбулися масові розстріли євреїв).
У повоєнний час місто значно зросло завдяки розвиткові промисловості (машинобудування й металообробка, харчова промисловість та ін.) й розміщенню тут великого гарнізону (зокрема авіаційних частин).

### Незалежна Україна
Місто обласного значення з 1999 року.
27 вересня 2013 року міська рада перейменувала 43 вулиці й один провулок, позбавивши місто радянської топонімічної спадщини.

### Російське вторгнення в Україну
6 березня 2022 року російські окупанти здійснили авіаудар по аеропорту. Від жовтня 2023 року до початку січня 2024 року росіяни систематично, майже щоночі, намагалися нанести пошкодження старокостянтинівському аеродрому, використовуючи БпЛА «Shahed».
Станом на квітень 2024 року росіяни продовжують обстрілювати місто шахедами.

## Населення

### Національний склад
Розподіл населення за національністю за даними перепису 2001 року:
| Національність  | Відсоток |
| --------------- | -------- |
| українці        | 91,14 %  |
| росіяни         | 6,70 %   |
| поляки          | 0,96 %   |
| білоруси        | 0,39 %   |
| євреї           | 0,17 %   |
| вірмени         | 0,12 %   |
| інші/не вказали | 0,52 %   |

### Мовний склад
Рідна мова населення за даними перепису 2001 року:
| Мова            | Чисельність, осіб | Доля    |
| --------------- | ----------------- | ------- |
| Українська      | 32 218            | 92,01 % |
| Російська       | 2 611             | 7,46 %  |
| Білоруська      | 51                | 0,15 %  |
| Вірменська      | 29                | 0,08 %  |
| Польська        | 21                | 0,06 %  |
| Інші/Не вказали | 85                | 0,24 %  |
| Разом           | 35 015            | 100 %   |

## Громадський транспорт
Єдиним видом громадського транспорту у місті є автобус. Станом на 01.06.2015 діє 10 автобусних маршрутів: 1, 2, 3, 4, 5, 5а, 7, 9, 10, 11. Маршрути 1, 2, 3 організовані в радянський час, інші маршрути створені на початку 2000-х років, в тій черговості, в якій вони мають порядковий номер.
Найбільш популярною маркою автобуса є ПАЗ-3205 та ПАЗ-4234, які обслуговують більшість маршрутів. На маршруті 3 з початку 2015 року експлуатується автобус MAN, а з 2014 року ЗАЗ А-10С. Маршрути 9 та 11 обслуговуються автобусами БАЗ А-079 (Еталон). Маршрут 10 обслуговується автобусом ХАЗ-3250

## Промисловість
- ДП «Старокостянтинівський молочний завод»,
- ТОВ "Старокостянтинівський завод «Металіст»,
- ДП «Завод ковальсько-пресового устаткування»,
- ДП «Старокостянтинівський завод залізобетонних шпал»,
- Старокостянтинівський цукровий завод,
- Старокостянтинівський комбікормовий завод,
- Хлібопекарня, виробництво меблів ТОВ «Ясен», ТОВ «Енселко-Агро» та ін.

## Релігія
- Церква Різдва Богородиці[14]
- Церква святої рівноапостольної княгині Ольги

## Освіта та культура

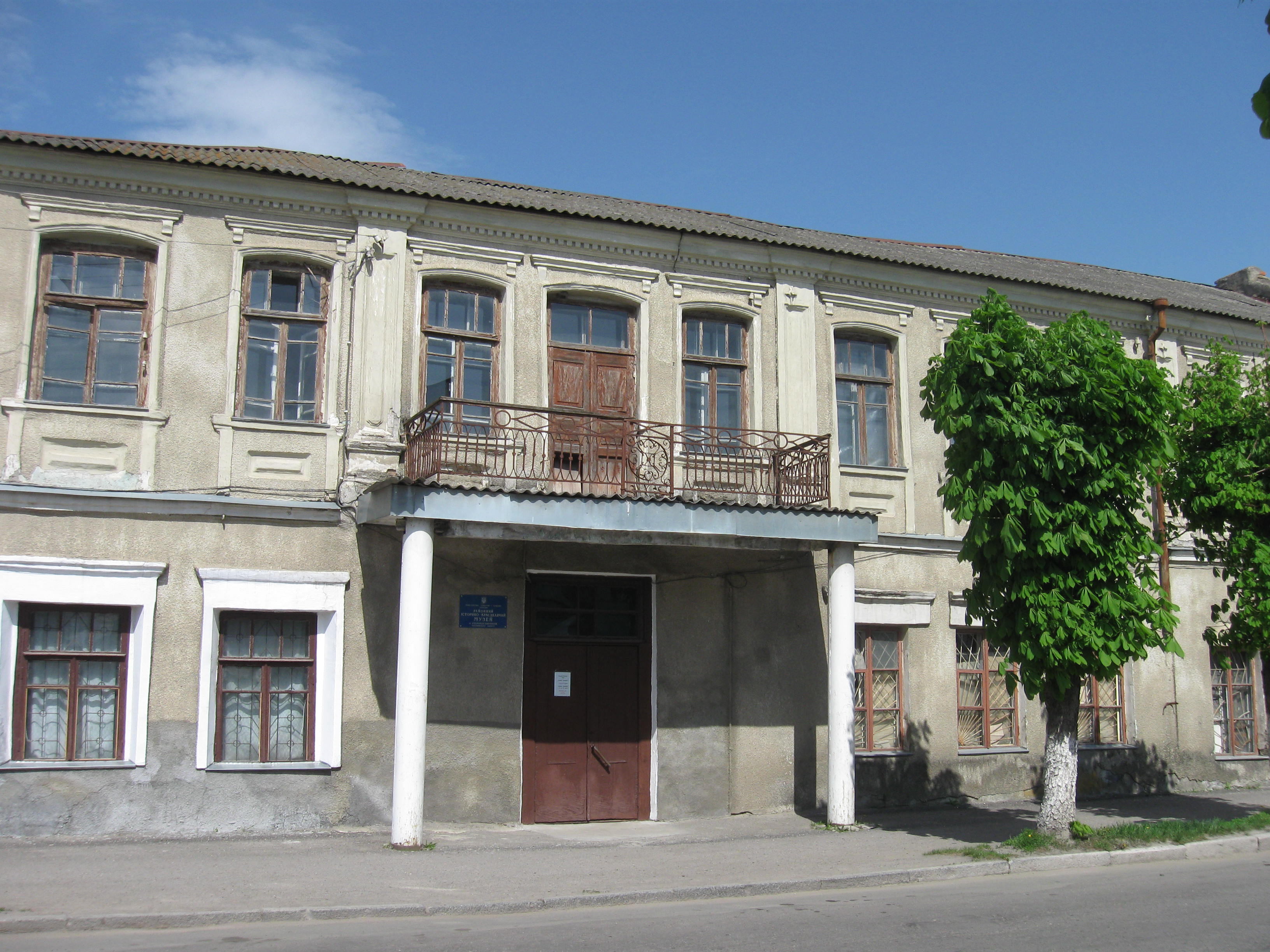
Краєзнавчий музей

У Старокостянтинові діють 9 шкіл, з них одна гімназія та один ліцей.
Обдарована молодь міста має змогу розвивати свої таланти в дитячих художній і музичній школах.
У Старокостянтинові діє близько півтора десятка бібліотек, в тому числі районні та міські, доросла й дитяча, шкільні бібліотеки.
У місті працює кінотеатр.
Значним осередком культури в місті є районний історико-краєзнавчий музей.

## Спорт
У Старокостянтинові створено команди з ігрових видів спорту:
- футбол — дитячо-юнацький футбольний клуб «Вікторія», дитячо-юнацький футбольний клуб «Случ», дитячо-юнацький футбольний клуб «Старкон», футбольний клуб «Случ». команда ДЮСШ різних вікових груп;
- волейбол — команда «Авіатор», команда ДЮСШ;
- баскетбол — команда ЗОШ № 7 (хлопці, дівчата).

## Пам'ятки та пам'ятники

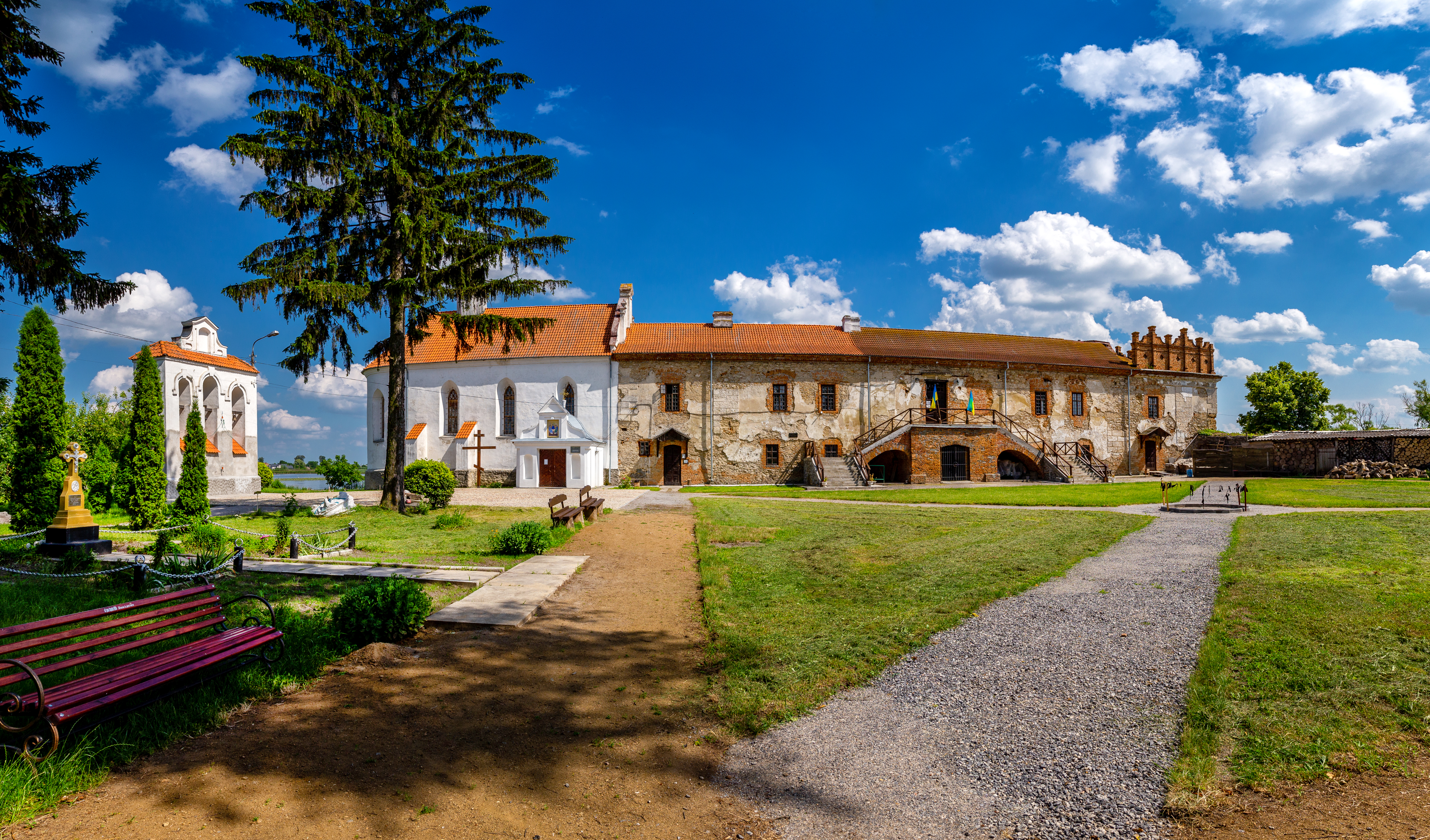
Замок Острозьких

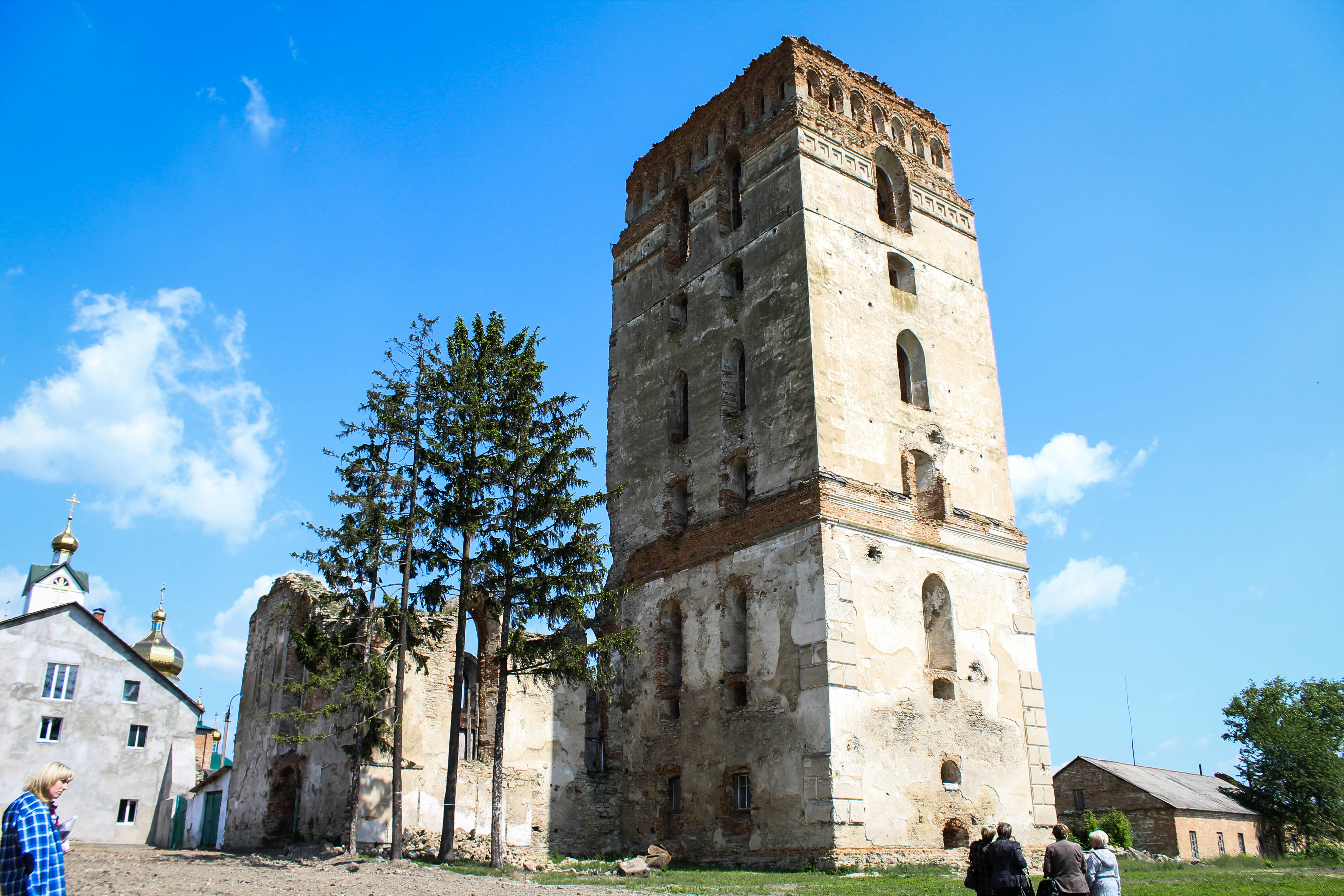
Костел Матері Божої Громничої та домініканський монастир

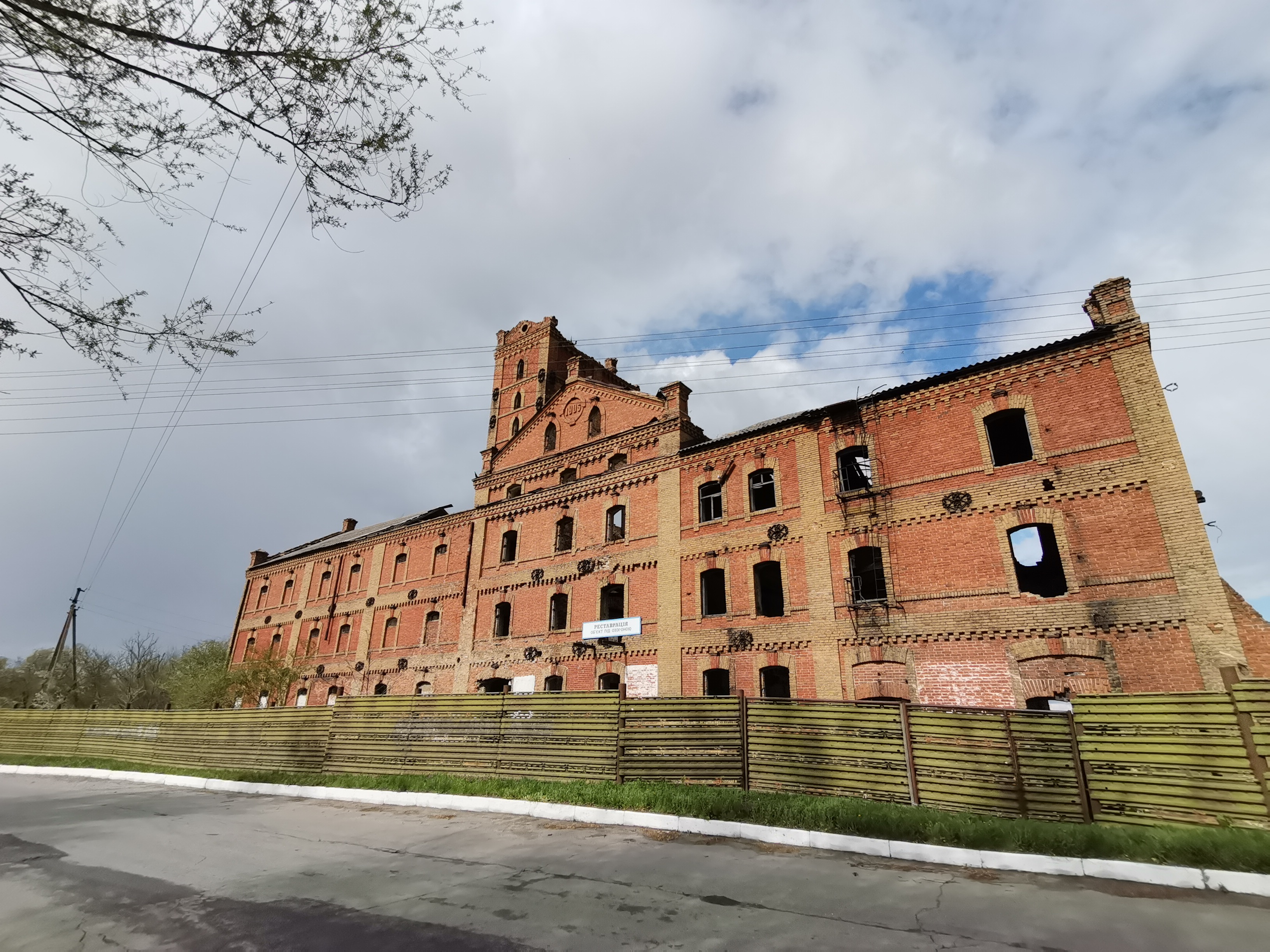
Старокостянтинівський млин, одна з найяскравіших пам'яток індустріальної архітектури епохи модерну в Україні

Згідно з даними управління культури, туризму і курортів Хмельницької облдержадміністрації, у місті Старокостянтинів Хмельницької області перебуває 12 пам'яток історії і 3 пам'ятки архітектури. Натомість сайт «Енциклопедія пам'яток» наводить більшу їх кількість.

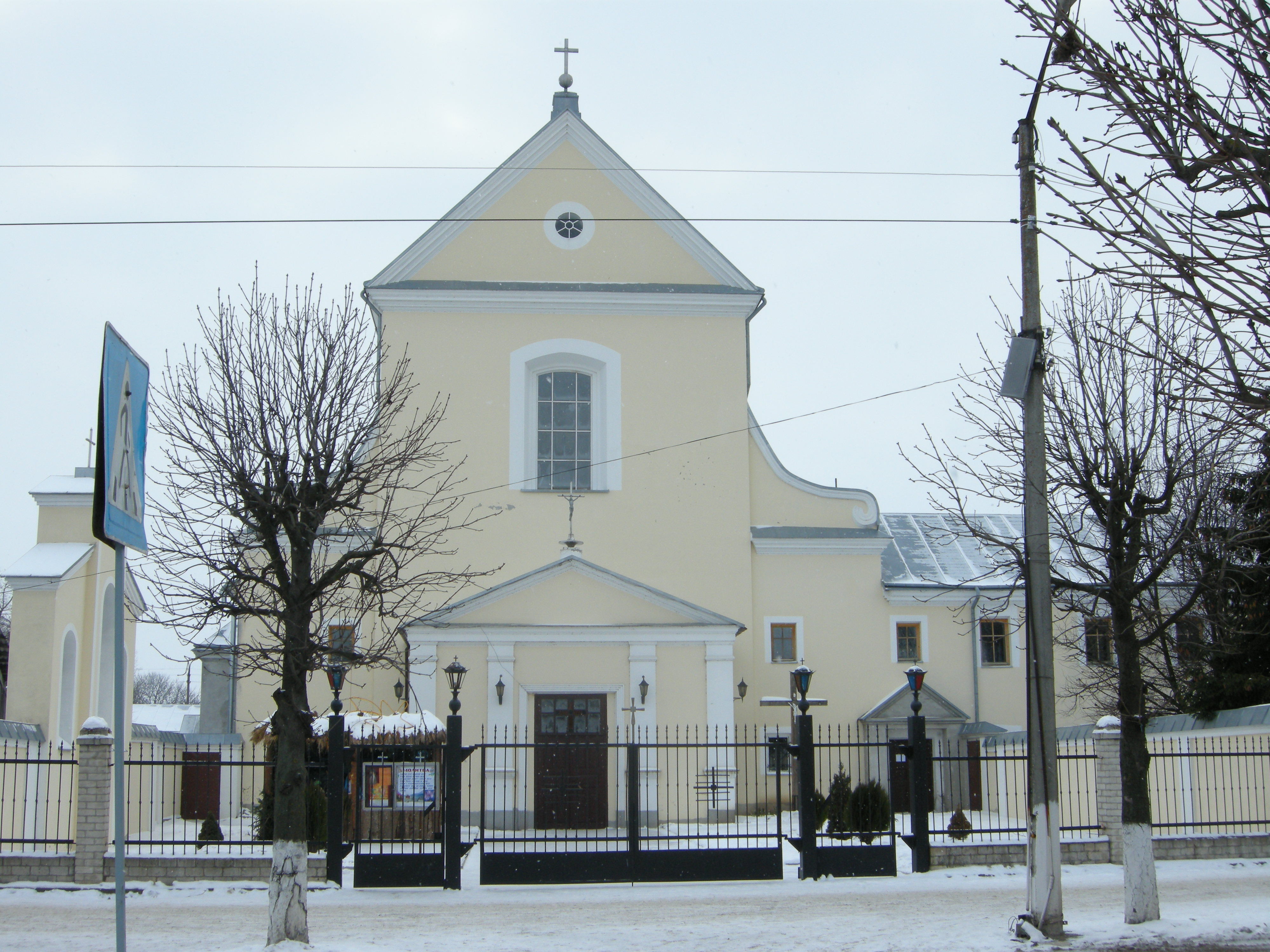
Костел Св. Івана Хрестителя монастиря оо. Капуцинів

Пам'ятник князю Острозькому

Головні історико-архітектурні пам'ятки Старокостянтинова:
- Замок князів Острозьких XVI ст. (охор. № 765);
- Ротонда-альтанка з погруддям князя К. Острозького (1995);
- Оборонна вежа XVI ст. (охор. № 1701/1);
- Костел святого Івана Хрестителя XVIII ст. (охор. № 1702);
- Андріївська церква XIX ст.;
- Церква Різдва Пресвятої Богородиці 1807 р.;
- Замкова церква XVI ст.;
- Старокостянтинівський млин (фрагмент), 1905 р.;
- Старокостянтинівська гімназія 1905 р.

Найновішим пам'ятником міста є пам'ятник Тарасу Шевченку, у сквері імені Т. Г..Шевченка, а також меморіальний пам'ятник героям АТО.
У місті, особливо у 2000-х національно-культурними товариствами постійно здіймалось питання щодо необхідності спорудження пам'ятника великому українському поетові Тарасові Шевченку. 26 січня 2017 року відбулось святкове відкриття скверу імені Тараса Шевченка, а пам'ятник Кобзарю установили на місці пам'ятника жертв голодомору. На відкритті скверу був присутній тодішній прем'єр-міністр України Володимир Гройсман.
Крім визначних історико-архітектурних пам'яток у Старокостянтинові можна побачити нечисленні взірці старої (дореволюційної) забудови, переважно зразки так званого містечкового модерну.

## Відомі люди

### Уродженці міста
- Баженов Лев Васильович — український історик, доктор історичних наук, професор, Академік Української академії історичних наук, директор Центру дослідження історії Поділля Інституту історії України НАН України.
- Бай Борис Іванович (1878—1942) — радянський архітектор;
- Банних Віктор Іванович — радянський та український військовий діяч, генерал-полковник;
- Баранович Олексій Іванович — історик, педагог, громадський діяч;
- Білик Ігор Вікторович (1979—2015) — солдат Збройних сил України, учасник російсько-української війни.
- Блонський Олександр Спиридонович — український військовий діяч;
- Ботин Михайло Полікарпович — радянський військовий діяч;
- Вознюк Михайло Олексійович — доктор наук, генерал-лейтенант;
- Гольфаден Аврахам — засновник професійного театру на їдиші, драматург, поет[17];
- Готлобер Авраам Бер — поет, публіцист[18];
- Демін Роман Сергійович — український режисер-документаліст.
- Демків-Чайківський Антон Костянтинович — український військовий діяч;
- Десятнюк Олександр Олександрович (1988—2022) — старший лейтенант Збройних Сил України, учасник російсько-української війни, що загинув у ході російського вторгнення в Україну в 2022 році.
- Епштейн Авраам (1841—1918) — російсько-австрійський рабин, фахівець з юдейської літератури.
- Епштейн Давид Якович (1871—1946) — український радянський науковець-фтизіатр, педагог, доктор медицини.
- Єрмохін Максим Олексійович — старший лейтенант Збройних сил України, учасник російсько-української війни.
- Іванов Ігор Вікторович (нар. 1988) — актор Київського академічного театру юного глядача на Липках
- Кириленко Сергій Володимирович (1999—2023) — майор Збройних сил України, учасник російсько-української війни. Герой України (посмертно).
- Козяр Юрій Олександрович — художник;
- Корнійчук Олександр Олександрович — народний депутат України сьомого скликання (в 2012—2014 роках), голова Хмельницької обласної державної адміністрації (від квітня 2016 року).
- Кондратюк Микола Кіндратович (1931—2006) — український оперний та концертно-камерний співак (баритон), педагог, професор. Депутат Верховної Ради УРСР 9-10-го скликань.
- Мандибура Олександр Олександрович (1994—2015) — солдат Збройних сил України, учасник російсько-української війни.
- Маньковський Юзеф — художник;
- Погончук Руслан Вікторович (1976—2016) — молодший сержант Збройних сил України, учасник російсько-української війни.
- Микола Прус Вецковський — польський військовий діяч;
- Радушинська Оксана Петрівна — журналістка та поетеса;
- Севернюк Тамара Артемівна — поетеса, перекладач, публіцист, журналіст.
- Силін Анатолій Юрійович — український військовий діяч;
- Силін Володимир Юрійович — український військовий діяч;
- Соколовський Андрій Анатолійович  — учасник бою під Крутами[19];
- Хохол Юрій Федорович (1925—1989) — український архітектор.
- Чаговець Всеволод Андрійович (1877—1950) — український театрознавець, театральний критик і лібретист;
- Шмерецький Сергій Васильович (1974—2015) — сержант Збройних сил України, учасник російсько-української війни.
- Шмідт Віра Федорівна — радянський психоаналітик.
- Юрчик Юрій Олександрович (1985—2023) — полковник Державної прикордонної служби України, учасник російсько-української війни. Герой України.
- Яроцький Олександр Вікторович (1984—2017) — солдат Збройних сил України, загинув при виконанні бойових обов'язків, під час війни на сході України, в Луганській області[20]

### Працювали, перебували
- Бондарчук Сергій Михайлович (1961—2014) — Герой України;
- Заплітний Антін — у 1919—20 роках був заступником повітового комісара у Старокостянтинові.

## ЗМІ
Старкон.City — міське інтернет-видання, створене у жовтні 2017 року колективом ТОВ "Редакція газети «Наше місто» та Агенцією розвитку локальних медіа «Або».